# Corbeil (Marne)
Pour les articles homonymes, voir Corbeil.
Corbeil est une commune française, située dans le département de la Marne en région Grand Est.

## Géographie
| Bréban            | Saint-Ouen-Domprot |            |
|                   | Corbeil            | Chapelaine |
| Balignicourt Aube |                    | Saint-Utin |

Est le Corobilium de la table de Peutinger sur la route Durocorter (Reims) à Andemantunnum (Langres).

### Hydrographie
La commune est dans la région hydrographique « la Seine de sa source au confluent de l'Oise (exclu) » au sein du bassin Seine-Normandie. Elle n'est drainée par aucun cours d'eau,.

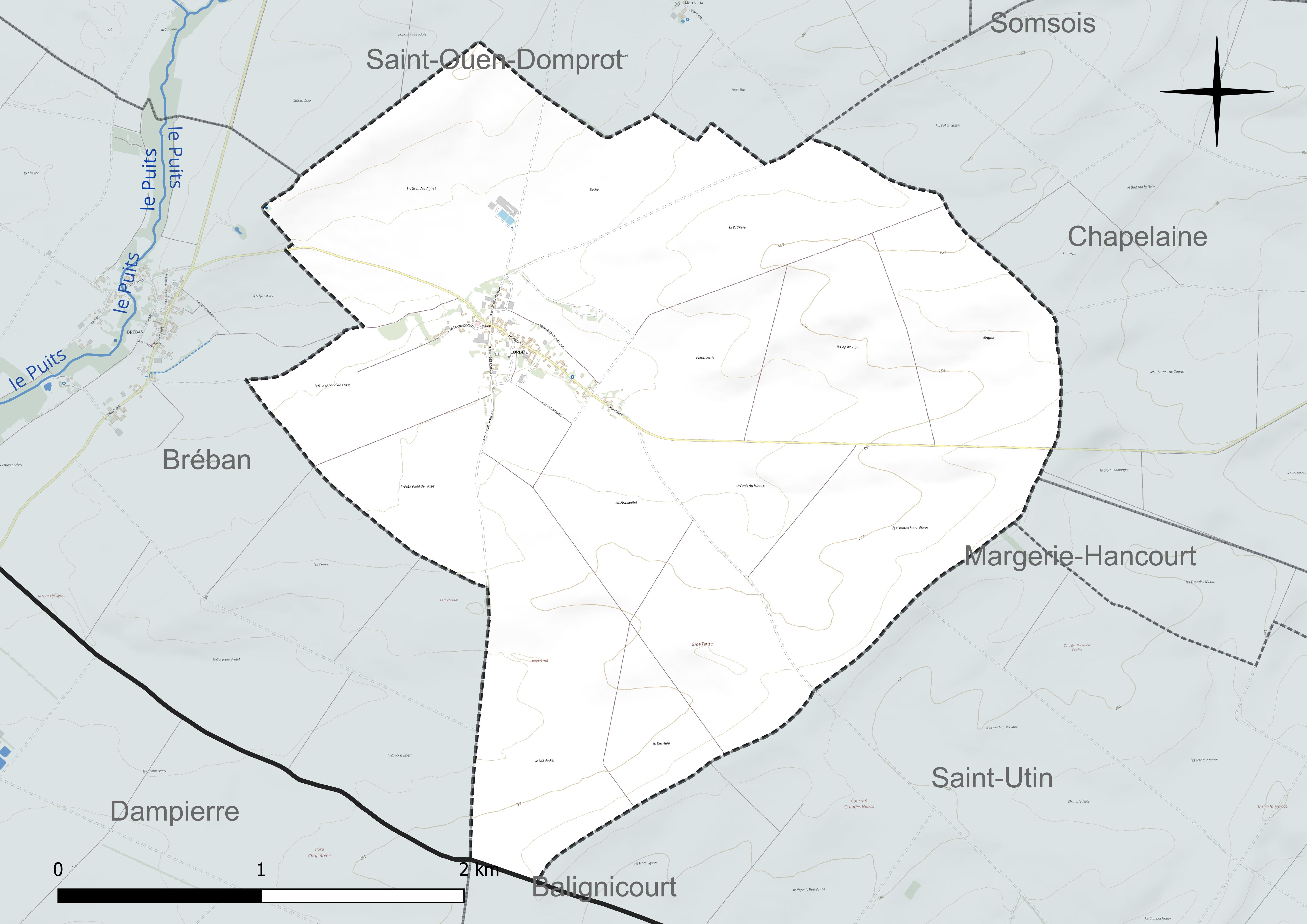
Réseau hydrographique de Corbeil.

### Climat
Pour des articles plus généraux, voir Climat du Grand Est et Climat de la Marne.
En 2010, le climat de la commune est de type climat océanique dégradé des plaines du Centre et du Nord, selon une étude du Centre national de la recherche scientifique s'appuyant sur une série de données couvrant la période 1971-2000. En 2020, Météo-France publie une typologie des climats de la France métropolitaine dans laquelle la commune est exposée à un climat océanique altéré et est dans la région climatique  Nord-est du bassin Parisien, caractérisée par un ensoleillement médiocre, une pluviométrie moyenne régulièrement répartie au cours de l’année et un hiver froid (3 °C). 
Pour la période 1971-2000, la température annuelle moyenne est de 10,5 °C, avec une amplitude thermique annuelle de 16,1 °C. Le cumul annuel moyen de précipitations est de 740 mm, avec 12 jours de précipitations en janvier et 8,2 jours en juillet. Pour la période 1991-2020, la température moyenne annuelle observée sur la station météorologique de Météo-France la plus proche, « Dosnon », sur la commune de Dosnon à 15 km à vol d'oiseau, est de 11,0 °C et le cumul annuel moyen de précipitations est de 698,3 mm. 
La température maximale relevée sur cette station est de 41,6 °C, atteinte le 25 juillet 2019 ; la température minimale est de −25,8 °C, atteinte le 14 février 1956,,. 
Les paramètres climatiques de la commune ont été estimés pour le milieu du siècle (2041-2070) selon différents scénarios d'émission de gaz à effet de serre à partir des nouvelles projections climatiques de référence DRIAS-2020. Ils sont consultables sur un site dédié publié par Météo-France en novembre 2022.

## Urbanisme

### Typologie
Au 1er janvier 2024, Corbeil est catégorisée commune rurale à habitat dispersé, selon la nouvelle grille communale de densité à sept niveaux définie par l'Insee en 2022.
Elle est située hors unité urbaine et hors attraction des villes,.

### Occupation des sols
L'occupation des sols de la commune, telle qu'elle ressort de la base de données européenne d’occupation biophysique des sols Corine Land Cover (CLC), est marquée par l'importance des territoires agricoles (96,8 % en 2018), une proportion identique à celle de 1990 (96,8 %). La répartition détaillée en 2018 est la suivante : 
terres arables (96,8 %), zones urbanisées (3,2 %). L'évolution de l’occupation des sols de la commune et de ses infrastructures peut être observée sur les différentes représentations cartographiques du territoire : la carte de Cassini (XVIIIe siècle), la carte d'état-major (1820-1866) et les cartes ou photos aériennes de l'IGN pour la période actuelle (1950 à aujourd'hui).

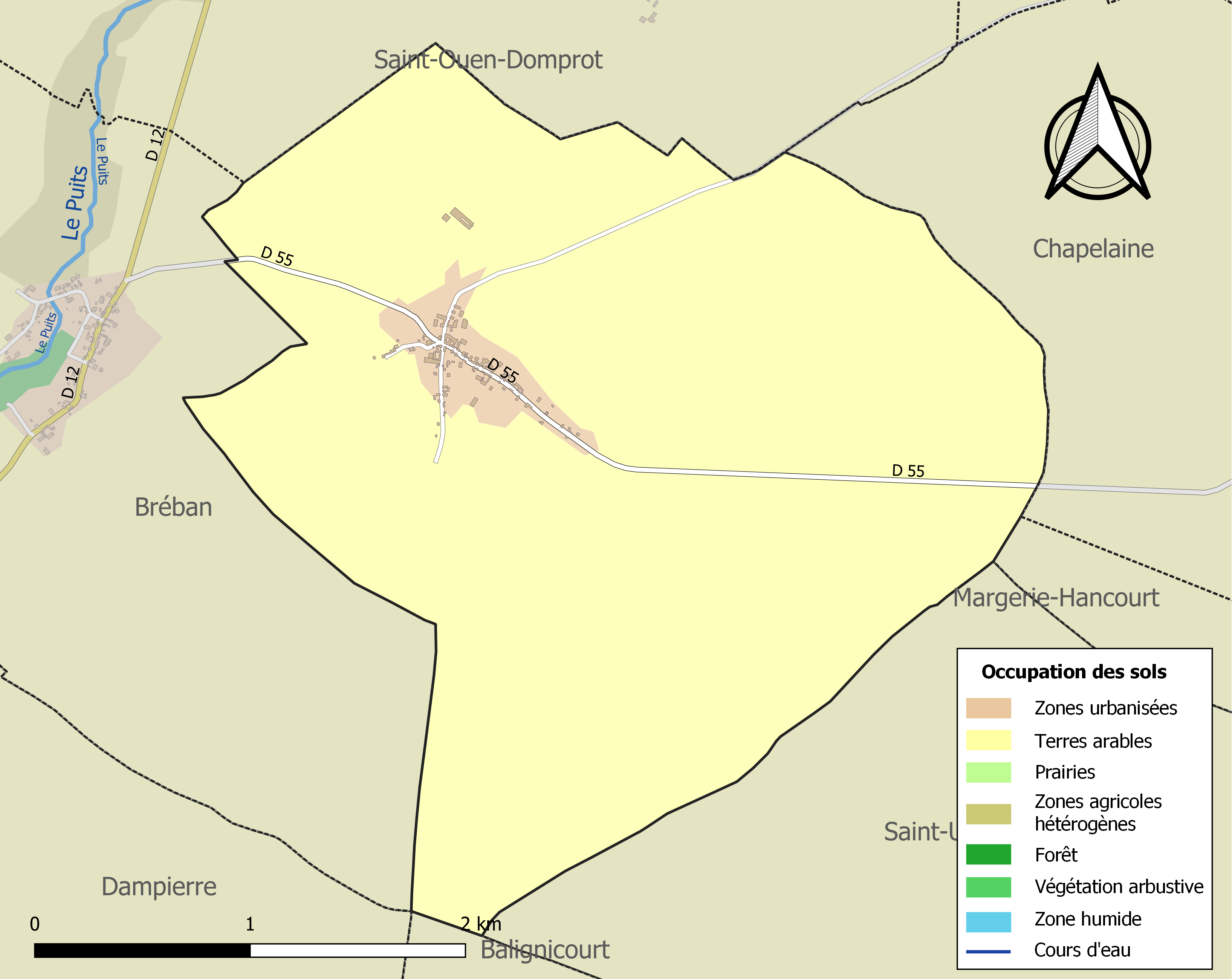
Carte des infrastructures et de l'occupation des sols de la commune en 2018 (CLC).

## Toponymie
Corobilium (IVe siècle) ; Corbolium (1179) ; Corbueil (vers 1200) ; Corboil (1234 et 1243) ; Corbeil (1367) ; Corbel (1522) ; Corbeile (1556) ; Corbert (1566) ; Corbeil-lez-Dampierre (1573) ; Corbeille (1655) ; Corbeil (1667).
Du latin corbus (corbeau).

## Histoire
Le village est traversé du nord au sud par l'ancienne voie romaine d'Agrippa de Langres à Reims, via Bar-sur-Aube et Châlons, et est cité dans la Table de Peutinger comme une station romaine.
Au Moyen Âge, le village est sous la dépendance des seigneurs de Dampierre tandis que les dîmes sont prélevées par le chapitre de Troyes,.

## Politique et administration
| Période                                  | Période    | Identité         | Étiquette | Qualité |
| ---------------------------------------- | ---------- | ---------------- | --------- | ------- |
| Les données manquantes sont à compléter. |            |                  |           |         |
| avant 1877                               | après 1879 | Doré             |           |         |
| mars 2001                                | mars 2008  | Henri Mauclaire  |           |         |
| mars 2008                                | mai 2020   | Béatrice Mirofle |           | [ 19 ]  |
| mai 2020                                 | En cours   | Christelle Guéry |           |         |

## Démographie
L'évolution du nombre d'habitants est connue à travers les recensements de la population effectués dans la commune depuis 1793. Pour les communes de moins de 10 000 habitants, une enquête de recensement portant sur toute la population est réalisée tous les cinq ans, les populations de référence des années intermédiaires étant quant à elles estimées par interpolation ou extrapolation. Pour la commune, le premier recensement exhaustif entrant dans le cadre du nouveau dispositif a été réalisé en 2005.

En 2022, la commune comptait 99 habitants, en évolution de +6,45 % par rapport à 2016 (Marne : −1,19 %, France hors Mayotte : +2,11 %).
| 1793 | 1800 | 1806 | 1821 | 1831 | 1836 | 1841 | 1846 | 1851 |
| ---- | ---- | ---- | ---- | ---- | ---- | ---- | ---- | ---- |
| 258  | 255  | 251  | 216  | 212  | 204  | 227  | 216  | 219  |

| 1856 | 1861 | 1866 | 1872 | 1876 | 1881 | 1886 | 1891 | 1896 |
| ---- | ---- | ---- | ---- | ---- | ---- | ---- | ---- | ---- |
| 198  | 195  | 193  | 189  | 180  | 194  | 175  | 156  | 149  |

| 1901 | 1906 | 1911 | 1921 | 1926 | 1931 | 1936 | 1946 | 1954 |
| ---- | ---- | ---- | ---- | ---- | ---- | ---- | ---- | ---- |
| 155  | 156  | 159  | 119  | 126  | 134  | 126  | 139  | 129  |

| 1962 | 1968 | 1975 | 1982 | 1990 | 1999 | 2005 | 2006 | 2010 |
| ---- | ---- | ---- | ---- | ---- | ---- | ---- | ---- | ---- |
| 140  | 140  | 133  | 118  | 113  | 104  | 104  | 104  | 97   |

| 2015 | 2020 | 2022 | - | - | - | - | - | - |
| ---- | ---- | ---- | - | - | - | - | - | - |
| 93   | 97   | 99   | - | - | - | - | - | - |

## Personnalités liées à la commune
- Isaac de Corbeil, célèbre tossafiste français du XIIIe siècle.

## Sources